# Нирнбершки закони
Нирнбершки закони су били антисемитски закони у нацистичкој Немачкој који су усвојени 1935, током годишњег Нирнбершког митинга Нацистичке партије.
Након што је 1933. Хитлер преузео власт, нацизам је постао званична идеологија која се темељила на „научном“ расизму и антисемитизму.
Нирнбершки закони класификовали су људе којима су обе деде и обе бабе били Немци као људе „немачке или сродне крви“, док су као Јевреји били класификовани они који су имали троје или четворо баба и деда Јевреја. Особа са једним или двоје баба и деда јеврејског порекла је сматрана хибридом, односно особом мешане крви. Ови закони лишили су Јевреје немачког држављанства и забранили брак између Јевреја и других Немаца.
Нирнбершки закони су забрањивали и сексуални однос између особа које су дефинисане као „Јевреји“ и других Немаца и забрањивали „Јеврејима“ учешће у друштвеном животу Немачке.